# シュテーデル美術館
シュテーデル美術館（ドイツ語：Das Städel）は、ドイツのフランクフルト・アム・マイン市にある美術館である。

## 沿革
フランクフルトの銀行家ヨハン・フリードリヒ・シュテーデル (Johann Friedrich Städel) の遺言により設立されたために、この名がある。1818年に開館し、1878年には現在博物館・美術館の集積する地区となったシャウマインカイ通り（Schaumainkai）の現在地に新館を建てた。
1937年、ナチスの退廃美術狩りによって、フィンセント・ファン・ゴッホ『医師ガシェの肖像』など油彩77枚と版画700点が宣伝省に没収された。1939年にはコレクションは戦争を避けるため市外に疎開したが、建物は連合軍の大空襲で完全に破壊され、1966年に現在の姿に再建された。1990年、20世紀美術の展示と特別展のための別館増築が、オーストリアの建築家グスタフ・パイヒル（Gustav Peichl）の設計で行われている。

## 主な所蔵作品

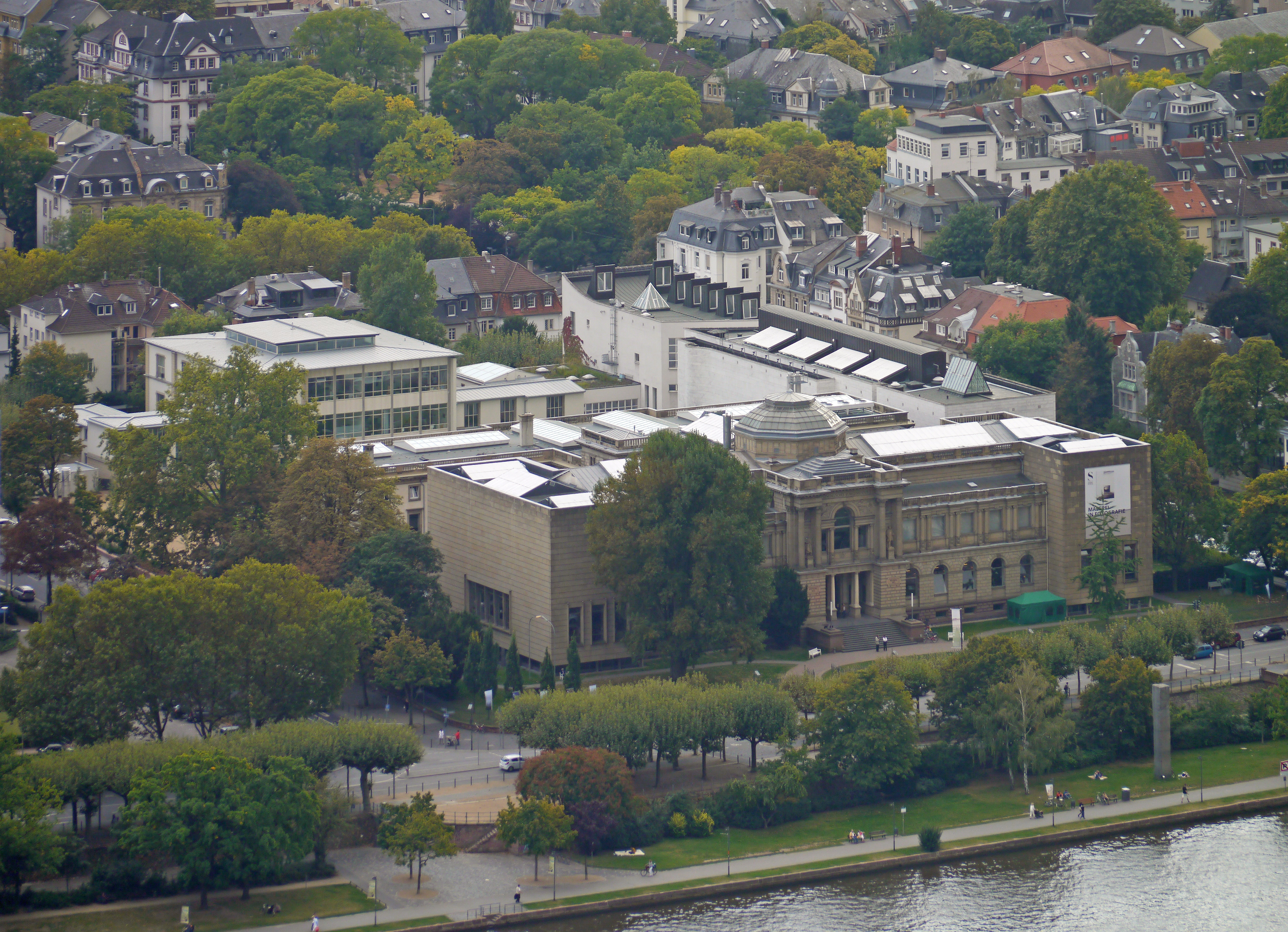
シュテーデル美術館

- バルナバ・ダ・モデナ（英語版） (Barnaba da Modena)
  - 『子を抱いた聖母 (Madonna mit Kind)』
- サンドロ・ボッティチェリ (Sandro Botticelli)
  - 『若い女性の肖像』
- バルトロメオ・ヴェネト (Bartolomeo Veneto)
  - 『女性理想像 (Weibliches Idealbildnis)』
- ハンス・ホルバイン (父) (Hans Holbein d.Ä.)
  - 『フランクフルト・ドミニコ教会高祭壇 (Hochaltar der Frankfurter Dominikanerkirche)』
  - 『アウクスブルクのヴァイス家の一員の肖像 (Bildnis eines Angehörigen der Augsburger Familie Weiß)』
- ハンス・ホルバイン (子) (Hans Holbein d.J.)
  - 『サイモン・ジョージ・オヴ・コーンウォール像 (Bildnis Simon George of Cornwall)』
- アルブレヒト・デューラー (Albrecht Dürer)
  - 『妻から嘲りを受けるヒオブ (Hiob wird von seinem Weib verspottet)』
  - 『髪を解いたFürlegerinの肖像 (Bildnis einer Fürlegerin mit offenem Haar)』
  - 『ニュルンベルクの女とヴェネツィアの女 (Nürnbergerin und Venezianerin)』
  - 『ヤーバッハ祭壇画 (Jabach Altar)』 *左側パネル
- ルーカス・クラナッハ (父) (Lucas Cranach D. Ä.)
  - 『トルガウアー祭壇画 (Torgauer Altar)』
- ヤン・ファン・アイク (Jan van Eyck)
  - 『ルッカの聖母 (Lucca-Madonnna)』
- レンブラント・ハルメンス・ファン・レーン (Rembrandt Harmensz van Rijn)
  - 『マルガレータ・ファン・ビルテルベークの肖像 (Bildnis Margaretha van Bilderbeecq)』
  - 『シムソンの目つぶし (Die Blendung Simsons)』
  - 『サウルの前でハープを弾くダヴィデ (David spielt die Harfe vor Saul)』
- ヤン・フェルメール・ファン・デルフト (Jan Vermeer van Delft)
  - 『地理学者 (Der Geograph)』
- ペーテル・パウル・ルーベンス (Peter Paul Rubens)
  - 『聖カタリーナの婚約／騎兵戦 (Verlobung der hl. Katharina/Reiterschlacht)』
  - 『ディドーとアエネーアース (Dido und Aeneas)』
- ディエゴ・ベラスケス (Diego Rodriguez de Silva y Velázquez)
  - 『ボルハ枢機卿像 (Bildnis des Kardinals Borja)』
- ゲオルク・フレーゲル (Georg Flegel)
  - 『パンと砂糖菓子の静物画 (Stilleben mit Brot und Zuckerwerk)』
- ヨハン・ハインリヒ・ヴィルヘルム・ティシュバイン (Johann Heinrich Wilhelm Tischbein)
  - 『ローマのカンパーニャにおけるゲーテ (Goethe in der römischen Campagna)』
- ウジェヌ・ドゥラクロワ (Eugène Delacroix)
  - 『アラビア的幻想 (Arabische Phantasie, Fantasia arabe)』
- ギュスターヴ・クールベ (Gustave Courbet)
  - 『フランクフルト・アム・マインの眺め (Blick auf Frankfurt am Main)』
  - 『波 (Die Welle)』
- エドゥヴァルト・ムンク (Edvard Munch)
  - 『居酒屋で (In der Schenke)』
- ロヴィス・コリント (Lovis Corinth)
  - 『カルメンシタ (Carmencita)』
- クロード・モネ (Claude Monet)
  - 『朝食 (Das Frühstück, Le Déjeuner)』
- エドガル・ドゥガ (Edgar Degas)
  - 『オーケストラの演奏家たち (Orchestermusiker, Musiciens à l'orchestre)』
  - 『右足を右手でもった踊り子 (Große Tänzerin, rechten Fuß in rechter Hand haltend, Danseuse tenant son pied droit de sa main droite)』
- エドゥアール・マネ (Edouard Manet)
  - 『クロッケーの試合 (Die Krocketpartie, La partie de croquet)』
- ピエール＝オーギュスト・ルノアール (Pierre-Auguste Renoir)
  - 『朝食の終わり (Am Ende des Frühstücks, La fin du déjeuner)』
  - 『ココ (Coco)』
- フィンセント・ファン・ゴッホ (Vincent van Gogh)
  - 『田舎屋 (La Chaumière, Bauernhaus in Nuenen)』
- ギュスターヴ・モロー (Gustave Moreau)
  - 『ピエタ (Pietà)』
- アンリ・ルソー (Henri Rousseau)
  - 『サン＝クルの庭園の並木道 (Die Allee im Park von Saint-Cloud)』
- オーギュスト・ロダン (Auguste Rodin)
  - 『エヴァ (Eva)』
- ピエール・ボナール (Pierre Bonnard)
  - 『白と青の縞模様の背景に横たわる裸婦 (Liegender Akt auf weißblau kariertem Grund, Nu couché fond carreaux blancs et bleus)』
- アンリ・マティス (Henri Matisse)
  - 『花と陶磁器：金蓮花 (Fleurs et céramique: Les Capucines)』
- パブロ・ピカソ (Pablo Picaso)
  - 『フェルナン・オリビエ像 (Bildnis der Fernande Olivier)』
  - 『女の頭 (Tête de femme, Frauenkopf)』
- エルンスト・ルートヴィヒ・キルヒナー (Ernst Ludwig Kirchner)
  - 『帽子をかぶった裸婦 (Akt mit Hut)』
  - 『裸の少女 (Nacktes Mädchen)』
  - 『ヴァリエテ (Variété)』
  - 『盥周りの二人の女 (Zwei Frauen am Waschbecken)』
- パウル・クレー (Paul Klee)
  - 『果物の国の眺め (Blick in das Fruchtland)』
- マックス・エルンスト (Max Ernst)
  - 『アキ・シュブメルシュ (Aquis submersus)』
- フランシス・ベーコン (Francis Bacon)
  - 『エイゼンシュタインの映画『戦艦ポチョムキン』の中の保母のための習作 (Studie für die Kinderschwester in dem Film "Panzerkreuzer Potemkin" von Eisenstein, Study for the nurse in the film "Battleship Potemkin")』

### ギャラリー
- Oberrheinischer Meister, Paradiesgärtlein
- ヤン・ファン・エイク
『ルッカの聖母』(1435-1437年頃)
- ロヒール・ファン・デル・ウェイデン
 『メディチ家の聖母』(1453-1460年頃)
- サンドロ・ボッティチェリ
 『若い女性の肖像』(1480年頃)
- アルブレヒト・デューラー
 『ヤーバッハ祭壇画』 *左側パネル (1503-1504年頃)
- ルーカス・クラナッハ (父)
 『トルガウアー祭壇画』(1510年)
- バルトロメオ・ヴェネト
 Portrait of a Young Woman（『フローラ』あるいは『女性理想像』）(16世紀前半)
- レンブラント・ハルメンス・ファン・レーン
 『ペリシテ人に目を潰されるサムソン』(1636年)
- ヨハネス・フェルメール
 『地理学者』
- ヨハン・ハインリヒ・ヴィルヘルム・ティシュバイン, Goethe in the Roman Campagna
- エドガー・ドガ
 Musicians in the Orchestra